# Вулиця Берегова (Черкаси)
Ву́лиця Берегова́ — одна з вулиць в місті Черкасах.

## Розташування
Починається від річкового вокзалу та пасажирського порту, простягається на південний схід. При перетині з вулицею Чехова обривається (через проходження тут залізничних під'їздів до вантажного порту) і продовжується через 800 м від пляжу «Сахарка». Далі простягається уздовж берега Дніпра та залізниці, не перетинаючись із жодною вулицею. Тільки під кінець до Берегової вулиці виходить вулиця Татинецька. Далі вона продовжується вже на території села Червона Слобода.

## Опис
Вулиця неширока, по 1 смузі в кожен бік. Проходить через промислову зону, на ній немає жодного житлового будинку.

## Походження назви
Назва вулиці пояснює її розташування, уздовж берега Кременчуцького водосховища на Дніпрі.

## Будівлі
По вулиці розташовуються різноманітні підприємства, причали та човнові станції, водогінні насосні станції великих підприємств, складські бази різних підприємств та торгових установ, розважальний комплекс «Спортохота».